# Bell X-1
Pour les articles homonymes, voir Bell X1.
Ne doit pas être confondu avec XS-1.
Le XS-1 (rebaptisé X-1 en 1962) est un avion expérimental américain à moteur fusée. Il est le premier appareil à franchir le mur du son en vol horizontal (le 14 octobre 1947). Développé spécifiquement dans ce but dans le cadre du programme X-Planes de recherche de l'USAAF et du NACA (ancêtre de la NASA), il est construit par Bell Aircraft Corporation.
Ressemblant à une balle dotée d'ailes minuscules et d'un moteur-fusée, il est conçu pour être largué depuis un bombardier B-29A Superfortress.

## Développement

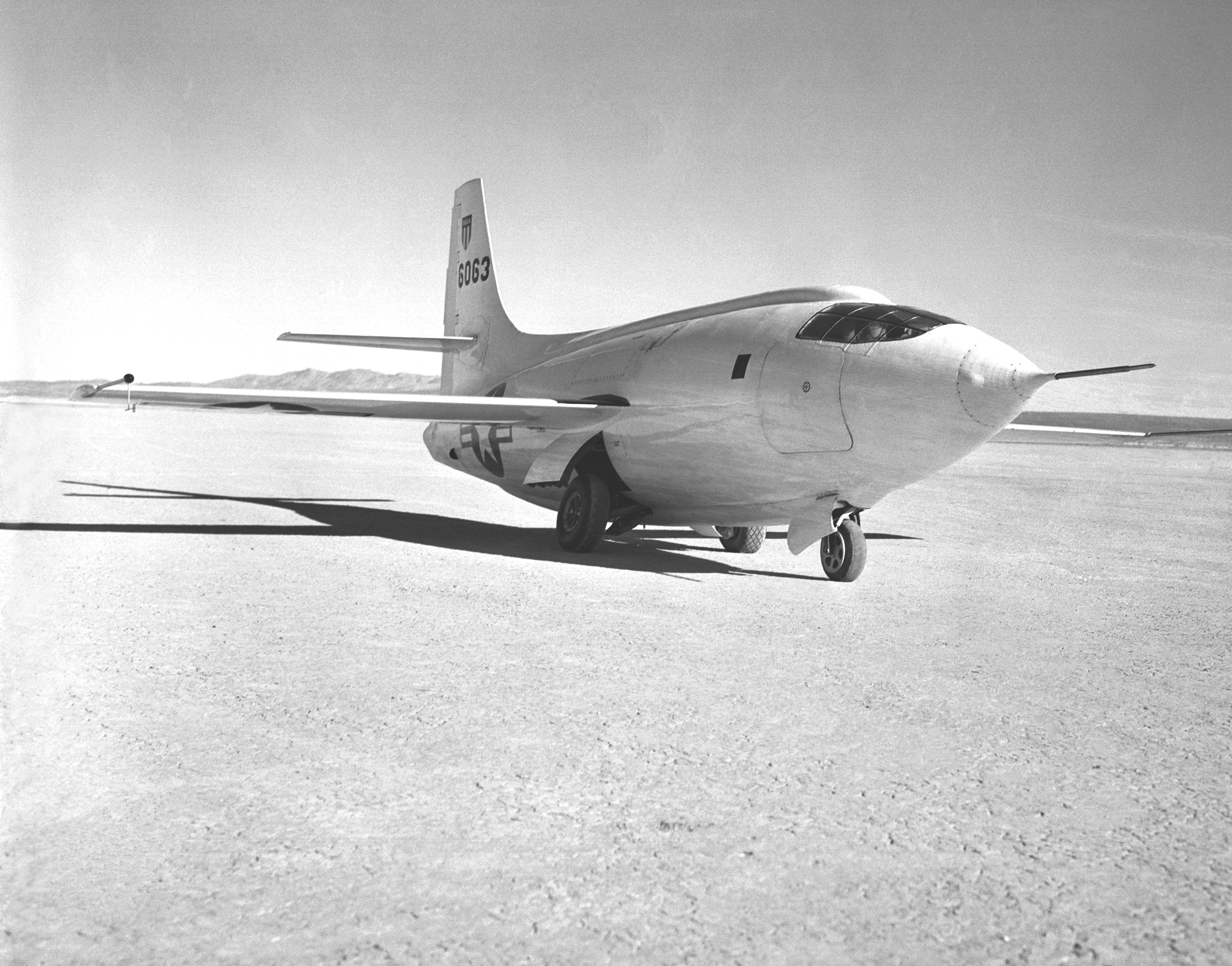
Un Bell X-1 au sol.

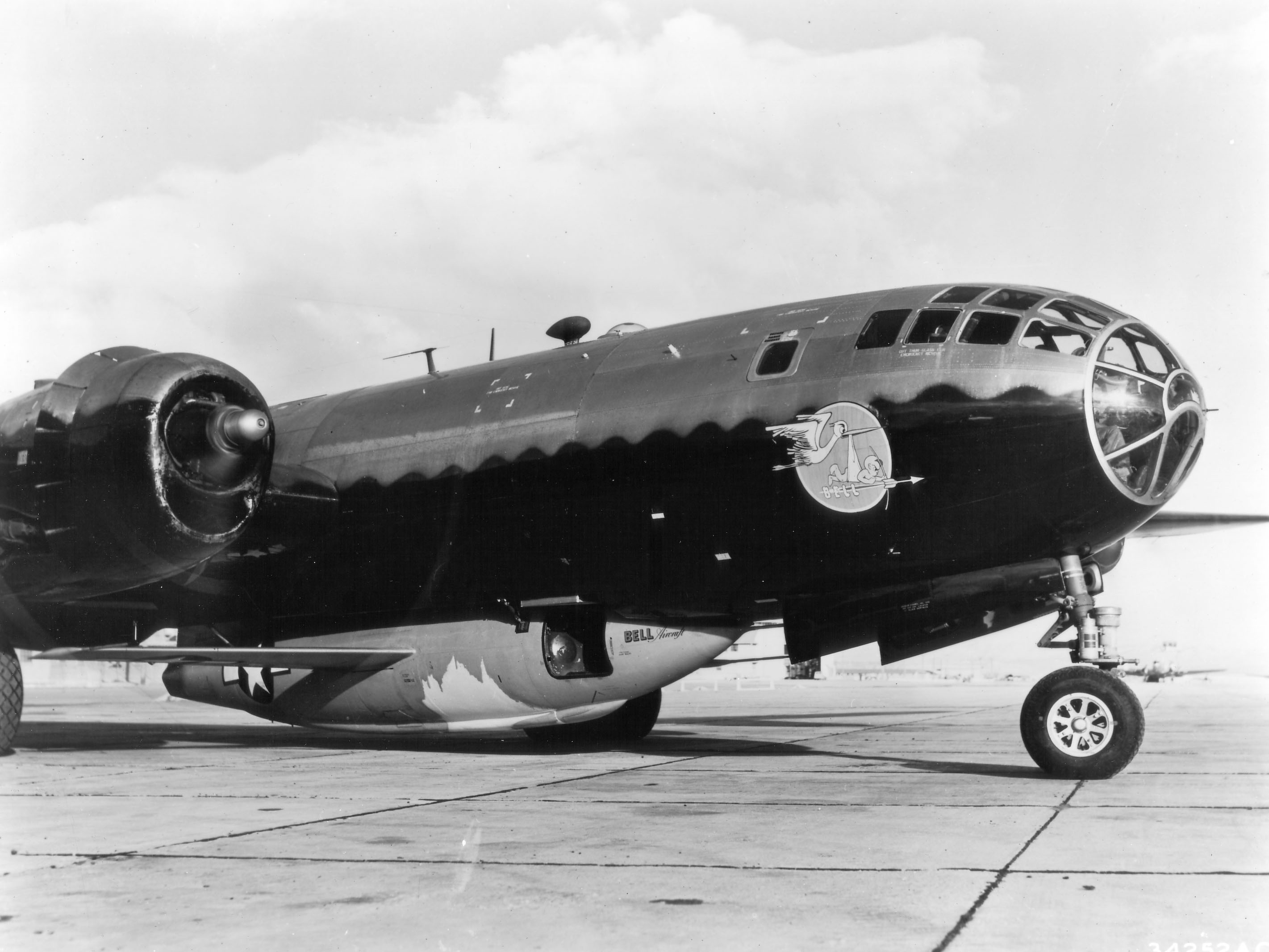
Bell X-1A sous un Boeing B-29 Superfortress.

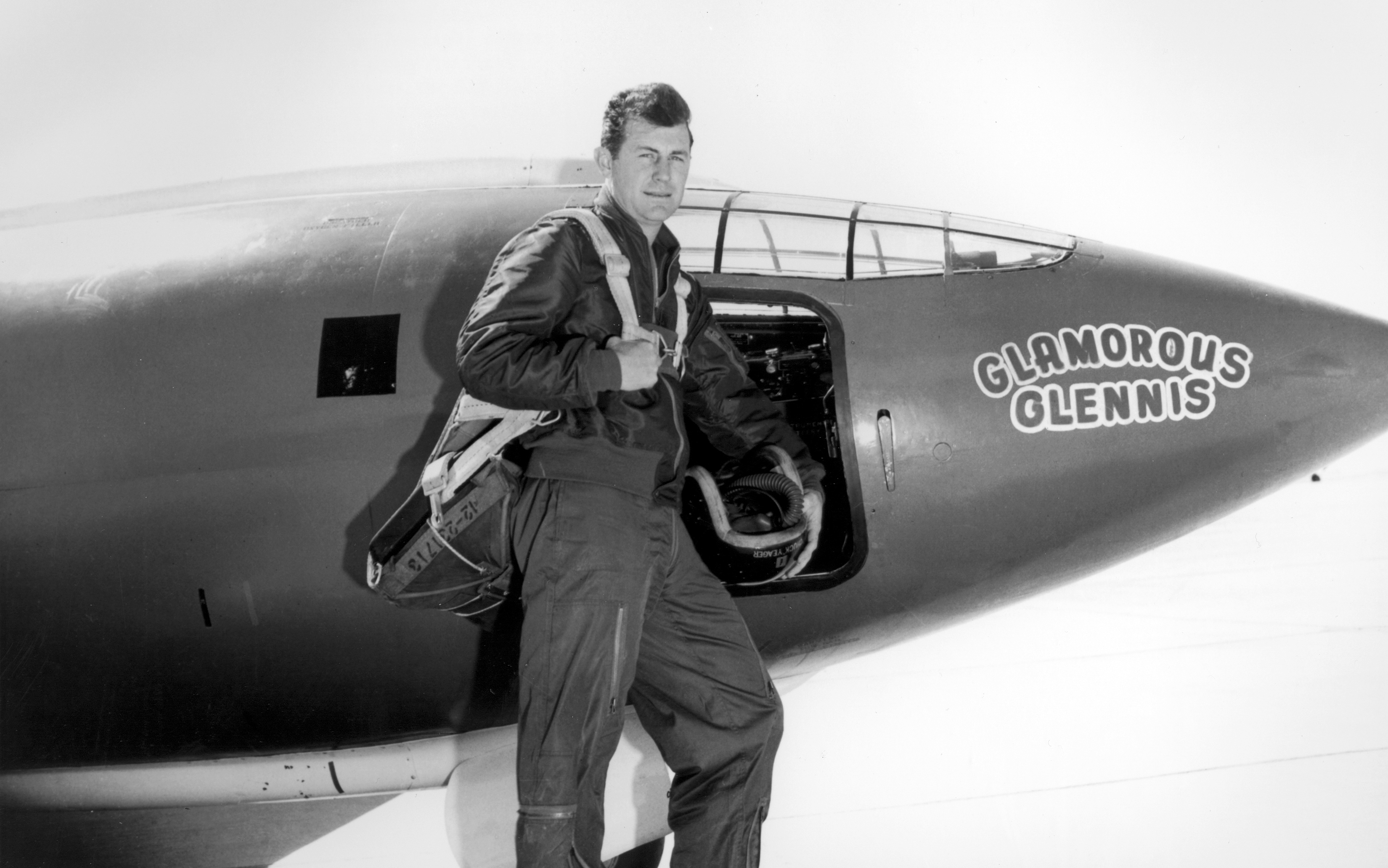
Chuck Yeager devant le X-1 portant l'inscription « Glamorous Glennis ».

Le 16 mars 1945, la division d'essais en vol de l'USAAF et le NACA passent un contrat avec Bell Aircraft Corporation pour la construction de trois avions-fusée XS-1 (pour « Experimental Supersonic Contract #1 ») en vue de récolter des données sur les conditions de vol à vitesse transsonique.
Le X-1 est ni plus ni moins qu'une « balle ailée ». Pour dessiner le fuselage les ingénieurs de Bell prennent pour modèle une balle de 12,7 mm (calibre .50 BMG), connue pour être stable à vitesse supersonique,. En raison cependant de la forme peu conventionnelle de l'appareil, le pilote se retrouve assis dans une cabine étroite logée dans le nez. En 1947, lorsque l'appareil est confronté pour la première fois aux phénomènes de compressibilité, il est équipé d'un empennage horizontal à incidence variable. Un empennage développé par les Britanniques pour le Miles M.52, et doté d'une gouverne, est monté sur le X-1 afin de lui permettre de passer le mur du son.
Le moteur-fusée à ergols liquides Reaction Motors XLR11-RM-3 qui propulse l'appareil est développé par Reaction Motors Inc.. Il utilise de l'éthanol dilué avec de l'eau comme carburant et de l'oxygène liquide comme comburant (un mélange fréquemment utilisé sur les moteurs-fusées de l'époque). Le pilote peut moduler la poussée en choisissant le nombre de chambres de combustion en fonctionnement (le moteur étant doté de quatre chambres identiques et indépendantes), et la poussée peut atteindre 26,5 kilonewtons, l'autonomie de l'appareil n'étant alors que de 2 min 30 s. Bien que le XS-1 puisse décoller par ses propres moyens, il est décidé de le larguer d'un avion porteur afin d'accroître son autonomie.

## Historique
Le 25 janvier 1946, le XS-1 piloté par Jack Woolams, pilote d'essai en chef de la Bell Aircraft Corporation, prend l'air pour la première fois, accroché sous l'aile d'un avion porteur B-29. Il est emmené jusqu'à l'altitude de 6 000 mètres avant d'être largué. Il regagne en planant le terrain de Pinecastle (près d'Orlando en Floride). Woolams effectue neuf autres vols planés jusqu'en mars 1946, date à laquelle l'appareil retourne chez Bell afin d'être modifié en vue des premiers vols propulsés, qui doivent avoir lieu à la base aérienne de Muroc Air Field (renommée depuis Base Edwards). À la suite du décès de Woolams le 30 août 1946 à bord d'un Bell P-39 Airacobra de course, Chalmers Goodlin (en) est nommé pilote d'essai en chef par Bell, et c'est ce dernier qui poursuit le programme de test du X-1 et pilote pour la première fois le X-1-1 (numéro 46-062). Il effectue 26 vols sur le XS-1 et le X-1-1, de septembre 1946 à juin 1947.
L'Army Air Forces est mécontente du retard que prennent les ingénieurs de Bell dans l'ouverture du domaine de vol de l'appareil, et le contrat passé entre Bell et l'USAAF pour les essais en vol du X-1 est annulé le 24 juin 1947, après des mois de négociations, et les essais sont confiés à la division des essais en vol de l'USAAF. Le fait que Goodlin ait demandé une prime de 150 000 dollars pour franchir le mur du son est une autre source de différends entre Bell et l'Air Force,,. C'est le NACA qui conduit le vol du deuxième X-1 (le troisième si on inclut le XS-1), dans le but de récolter des données sur les caractéristiques du vol supersonique en vue du développement d'appareils de nouvelle génération.
Le 14 octobre 1947 à 10 h 18, à peine un mois après la création de l'USAAF en tant qu'entité indépendante de l'US Army, le mur du son est franchi pour la première fois de l'histoire en vol horizontal par un appareil piloté. Le capitaine Charles « Chuck » Yeager de l'USAAF devient ainsi le premier pilote à passer le Mach en vol horizontal, il n'est alors âgé que de 24 ans. La veille, Chuck Yeager s'était brisé deux côtes en chutant de cheval. L'appareil qui réalise le vol historique est le X-1-2 (numéro 46-062), et pour l'occasion Chuck Yeager a fait peindre sur la carlingue l'inscription « Glamorous Glennis » en hommage à sa femme. La vitesse maximale atteinte fut de Mach 1,06.
Pour ce premier vol supersonique de l'histoire, la National Aeronautic Association décerne le Collier Trophy en 1948 aux trois principaux acteurs du programme. Lawrence Dale « Lary » Bell le constructeur de l'appareil, Chuck Yeager, qui pilote l'avion lors du vol historique, et John Stack, du NACA, reçoivent leur récompense des mains du président Harry S. Truman à la Maison-Blanche.
Le 5 janvier 1949, Chuck Yeager réalise le seul décollage autonome du programme X-1 et atteint l'altitude de 7 000 mètres en 90 secondes.

## Héritage
Les recherches menées lors du programme X-1 servent de base à tous les programmes suivants. Les procédures développées par le NACA lors des essais du X-1 facilitent le développement du programme spatial américain dans les années 1960. Le projet X-1 a aussi pour effet de renforcer la coopération entre l'USAAF, les industriels et les centres de recherche. Les données collectées lors de ce programme permettent aux Américains de développer une nouvelle génération d'appareils de combat, assurant la suprématie de l'aviation américaine pour la seconde moitié du XXe siècle.

## Postérité
Le X-1 et son pilote le plus connu, Chuck Yeager, restent dans l'Histoire comme étant respectivement le premier appareil et le premier homme à avoir franchi le mur du son en vol horizontal .
Le X-1-2 (numéro 46-062) est actuellement exposé dans le hall « Milestone » du National Air and Space Museum à Washington, DC aux côtés du Spirit of Saint Louis et de Space Ship One. Le 46-063, modifié en X-1E, est exposé devant le siège du Dryden Flight Research Center.

## Versions

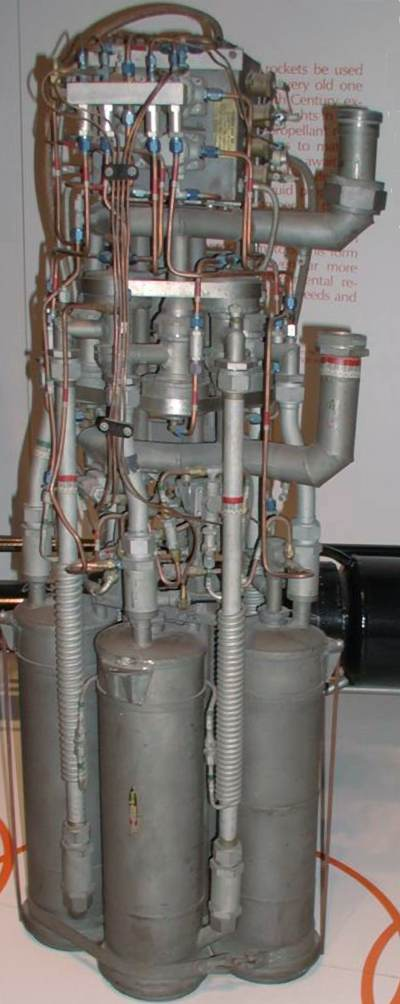
Moteur fusée XLR11.

Cinq versions du X-1 sont développées, afin d'explorer différents aspects du vol supersonique.

### X-1A

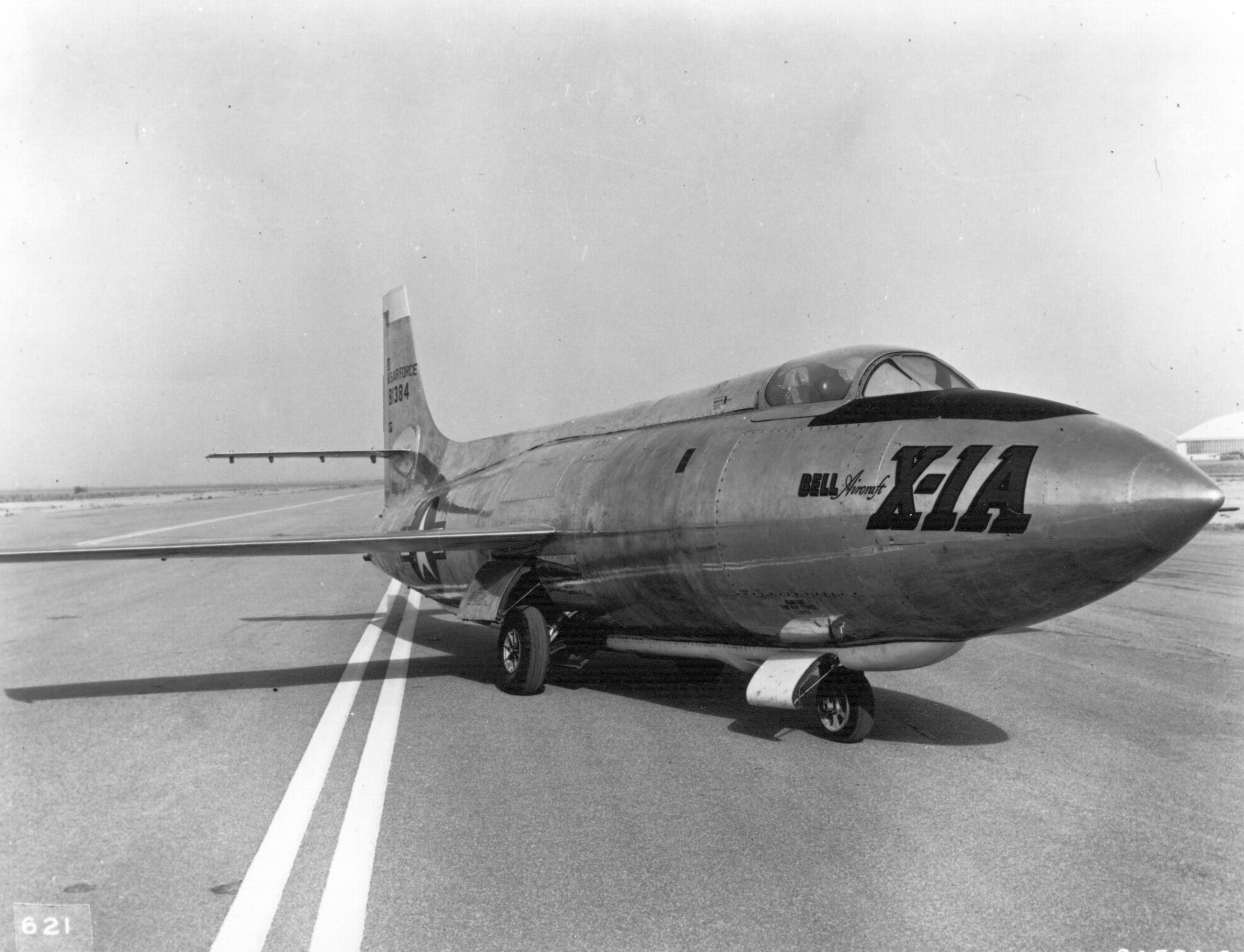
X-1A.

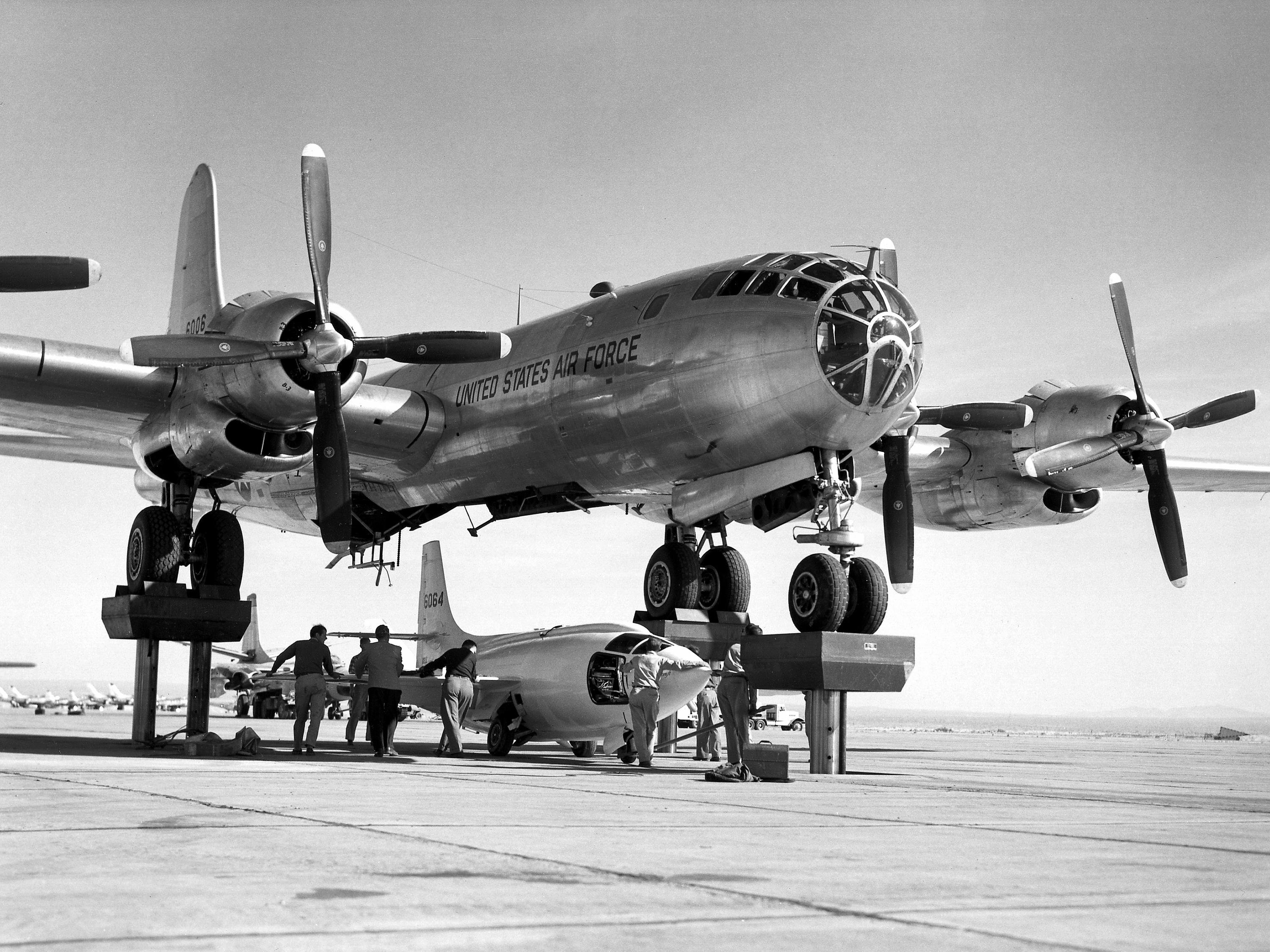
Le X-1-3, en cours de montage sous un RB-50.

Commandé par l'Air Force le 2 avril 1948, le X-1A (numéro 48-1384) est conçu en vue d'étudier les phénomènes aérodynamiques survenant à des vitesses supérieures à Mach 2 et pour des altitudes supérieures à 27 000 m. Plus long et plus lourd que le modèle original, il est doté d'une verrière bulle afin d'accroître le champ visuel du pilote. Le X-1A est propulsé par le même moteur que le X-1 : un XLR11-RM-3. L'appareil effectue son premier vol, sans allumage du moteur fusée, le 14 février 1953 à la base aérienne d'Edwards. Le premier vol propulsé a lieu le 21 février 1953. Les deux vols sont effectués par Jean « Skip » Ziegler, pilote d'essai chez Bell.
Tandis que le NACA mène des essais de vol à haute vitesse avec le Douglas Skyrocket (qui atteint Mach 2,005 le 20 novembre 1953 piloté par Albert Scott Crossfield), l'Air Force effectue une série de vols de test avec le X-1A piloté par Chuck Yeager, ces essais sont baptisés « Operation NACA Weep ». Le 12 décembre 1953, Yeager atteint l'altitude de 22 770 mètres et établit un nouveau record de vitesse à Mach 2,44 (2 550 km/h). Contrairement au Skyrocket, le X-1A atteint cette vitesse en vol horizontal. Quelques instants après, l'appareil devient incontrôlable, du fait d'un phénomène inconnu des ingénieurs de l'époque : le couplage inertiel. L'appareil perd rapidement de l'altitude, passant de 22 000 m à 7 620 m en quelques minutes. Durant la descente, le pilote subit des accélérations atteignant 8 g et le casque de Chuck Yeager brise la verrière. Seule l'expérience de pilote de Chuck Yeager lui permet de reprendre le contrôle de l'appareil et de se poser sain et sauf.
L'avion est transféré au NACA en septembre 1954 et subit de nombreuses modifications, dont l'installation d'un siège éjectable. Il est perdu en vol le 8 août 1955 lors de son largage par un RB-50, devenant ainsi le premier X-Plane à être perdu du fait d'une explosion,.

### X-1B
Le X-1B (numéro 48-1385) est équipé d'une instrumentation permettant de mesurer les effets thermiques du vol supersonique (à cet effet plus de 300 sondes de température sont installées sur le revêtement). Il se différencie du X-1A par des ailes modifiées. À partir d'octobre 1954, le X-1B est utilisé par l'Air Force pour mener des essais sur le vol à haute vitesse avant d'être transféré au NACA en janvier 1955. Le NACA continue à faire voler l'appareil jusqu'à ce qu'il soit cloué au sol par des fissures dans les réservoirs de carburant, en janvier 1958. En tout le X-1B effectue 27 vols. Une amélioration apportée est de doter le X-1B d'un moteur-fusée compact servant au contrôle en lacet, un système repris sur le X-15. À l'heure actuelle, le X-1B est exposé dans le hangar affecté à la recherche et au développement du National Museum of the United States Air Force, sur la base aérienne de Wright-Patterson.

### X-1C
Le X-1C (numéro 48-1387) aurait dû servir à étudier les effets du vol supersonique sur l'emport d'armement. Le projet est abandonné car l'apparition d'avions de combat capable d'atteindre des vitesses transsoniques et supersoniques ne rend plus nécessaire le développement d'une plateforme d'essais.

### X-1D
Le X-1D (numéro 48-1386) est le premier représentant de la seconde génération d'avions-fusées supersoniques. Il est utilisé pour étudier les phénomènes de conductivité thermique. Le X-1D est doté d'un circuit carburant basse pression, d'une capacité en carburant légèrement augmentée, ainsi que d'une avionique modifiée.
Le 24 juillet 1951, le X-1D piloté par Jean « Skip » Ziegler est largué au-dessus de Rogers Dry Lake (en) pour effectuer un premier vol non propulsé. Après neuf minutes de vol plané il tente de se poser, mais la roulette de nez ne se verrouille pas et l'appareil est gravement endommagé lors de l'atterrissage. Les réparations prennent plusieurs semaines et le deuxième vol ne peut avoir lieu avant la mi-août. Le 22 août 1951, alors que Franck Everest a repris le rôle de pilote d'essais, le premier vol motorisé est annulé en raison d'une perte de pression sur le circuit d'azote. Le pilote tente de vidanger les réservoirs et déclenche alors une explosion en vol, suivie d'un incendie. L'avion est largué puis détruit à l'impact avec le sol. Une enquête menée après l'accident semble montrer que les réservoirs de l'avion avaient une fuite, et qu'une accumulation d'alcool dans le fuselage aurait créé un mélange détonant avec l'air extérieur. Ce mélange aurait ensuite été allumé par la radio ou un autre système électrique présent à bord, causant l'explosion du X-1D.

### X-1E

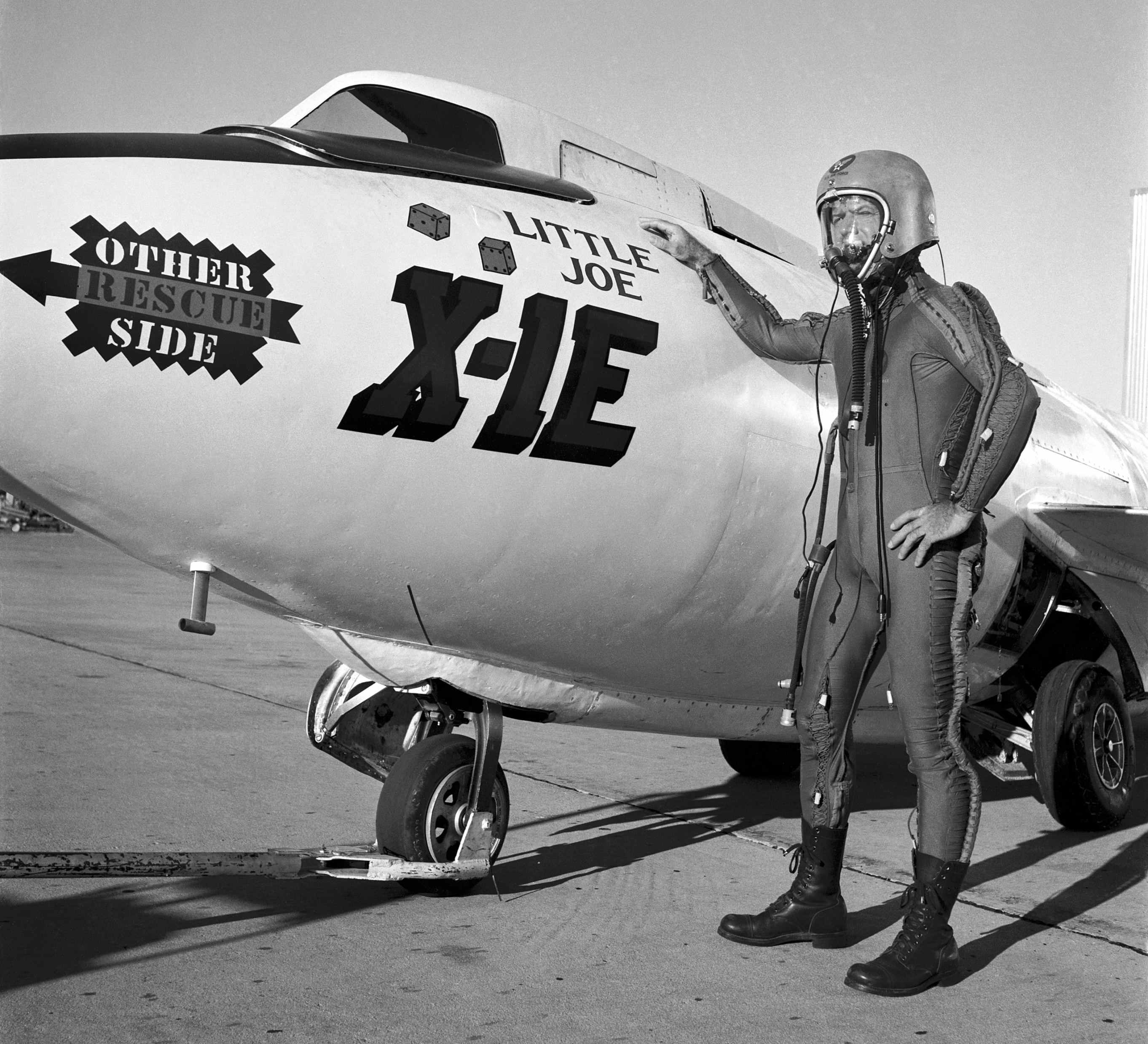
Le X-1E baptisé « Little Joe » et son pilote, Joe Walker.

Afin de remplacer les X-1A et X-1D qui ont tous deux explosé en vol en 1951, le X-1-3 (numéro 46-063) est modifié et renommé X-1E. L'origine de ces explosions, longtemps restées mystérieuses, est trouvée. Elles sont causées par des joints en cuir traité au TCP utilisés dans le circuit d'oxygène liquide. En présence d'oxygène pur et de contraintes mécaniques, le TCP se révèle instable et déclenche donc les deux explosions. Cette erreur coûte la vie à deux pilotes.
Les améliorations apportées au X-1E comportent :
- Un système d'alimentation en carburant par turbopompes, en remplacement du système à azote haute pression des 46-062 et 46-063 (la fatigue structurelle engendrée par l'ancien système est à l'origine des fissures dans les réservoirs de carburant qui ont cloué au sol le X-1B après 54 vols)[18] ;
- Une nouvelle aile mince (92 mm d'épaisseur à l'emplanture) basée sur celle du X-3 Stiletto, permettant au X-1E d'atteindre Mach 2 ;
- Un nouveau pare-brise et une verrière s'ouvrant vers le haut, permettant l'installation d'un siège éjectable ;
- L'ajout de 200 prises de pression, permettant de récolter de nombreuses données aérodynamiques, et de 343 jauges de tension, afin de mesurer les contraintes structurelles et les effets de l'échauffement cinétique sur les ailes et le fuselage.

Le X-1E effectue son premier vol non propulsé le 15 décembre 1955 piloté par Joseph Albert Walker. Walker quitta le programme X-1E en 1958 après 21 vols, durant lesquels il atteint une vitesse de Mach 2,24. C'est John B. McKay, pilote au NACA, qui lui succède en septembre 1958, effectuant cinq vols préparatoires à la mise en œuvre de modifications du propulseur et d'un nouveau carburant baptisé Hydyne. Ces améliorations étaient censées permettre au X-1E d'approcher Mach 3, mais l'appareil est définitivement cloué au sol au bout de 26 vols, en novembre 1958, après que des fissures ont été découvertes sur les parois des réservoirs de carburant.
- Chuck Yeager passe le mur du son le 14 octobre 1947 en Bell X-1.

## Apparition dans les médias
- Le X-1, ainsi que Chuck Yeager, apparaissent dans le tome 1 de la série de bandes dessinées Jack Blues: Airblues au tout début du livre, où Chuck semble être un ami de Jack, héros de la bande dessinée.
- L'avion et son pilote apparaissent également dans le film L'Étoffe des héros.

### Appareils équivalents
- Douglas Skyrocket